# Estación Arenaza
Arenaza es una estación ferroviaria del Ferrocarril Domingo Faustino Sarmiento de la Red Ferroviaria Argentina, ubicada en la localidad homónima, en el partido de Lincoln, Provincia de Buenos Aires, Argentina.

## Servicios
No presta servicios de pasajeros. Sus vías están concesionadas a la empresa de cargas Ferroexpreso Pampeano, sin embargo las vías que pasan por la estación se encuentran inactivas y en estado de abandono.

## Historia
Construida por el Ferrocarril Oeste, fue inaugurada en enero de 1903 con el nombre de Los Altos, dando origen al pueblo.